# Bobby Moncur
Robert Moncur, detto Bobby (Perth, 19 gennaio 1945), è un ex calciatore e allenatore di calcio scozzese, di ruolo difensore.

## Carriera

### Club
Dopo essere approdato al Newcastle United nell'ottobre 1960, si fece strada tra i ranghi giovanili prima di fare il proprio debutto in Division Two nel 1963 contro il Luton all'età di 18 anni.
Moncur ricevette la fascia di capitano durante la seconda metà della stagione 1967-1968 e dopo aver visto la sua squadra qualificarsi per l'Europa, lo scozzese ottenne la propria prima convocazione in nazionale scozzese.
Una delle sue prestazioni più iconiche è stata nella Coppa delle Fiere dell'Inter City nel 1969: il Newcastle incontrò in finale contro gli ungheresi dell'Ujpesti Dosza, una delle squadre più influenti dell'epoca. Nella gara di andata, il Newcastle vinse 3-0 grazie a Jim Scott e alla doppietta di Moncur davanti a quasi 60.000 spettatori. Sotto di due a metà tempo nella gara di ritorno, il capitano ha trovato la risposta perfetta, segnando a un minuto dalla ripresa con un netto tiro al volo di sinistro, che divenne fondamentale per la vittoria dei Magpies per 3-2, con un risultato totale di 6-2.
Nel 1974 si ritrovò ad affrontare la finale di FA Cup contro il Liverpool, persa poi dal Newcastle per 3-0; questa si rivelò essere l'ultima gara di Moncur con la maglia dei Magpies. Nella stessa estate passò a titolo definitivo al Sunderland venendo fortemente voluto dall'allora tecnico Bob Stokoe, pagando una cifra di 30.000 sterline. In due anni ha totalizzato 96 presenze segnando due reti. Successivamente si è trasferito al Carlisle United nel 1976, ma dopo appena un anno decise di ritirarsi dal calcio giocato.

### Nazionale
Moncur ha messo assieme un totale di 16 presenze con la propria nazionale, debuttando ufficialmente con essa in una gara pareggiata per 0-0 contro i Paesi Bassi.

### Allenatore
Quando approdò al Carlisle United, oltre al ruolo di giocatore, gli venne affidato anche il ruolo da allenatore, rimanendo in panchina anche dopo il proprio ritiro agonistico. Dopo quattro anni divenne nuovo tecnico degli Hearts of Midlothian, club militante nella Scottish Premiership, che finì per lasciare nel 1981 dopo non esser riuscito a salvarlo dalla retrocessione. In successione ottenne un nuovo incarico sulla panchina del Plymouth Argyle, che lasciò due anni più tardi. Dopo una pausa di cinque anni, Moncur assunse la guida tecnica dell'Hartlepool United. Il 27 novembre 1989 decise di lasciare la squadra, e di conseguenza anche l'attività calcistica.

## Vita privata
Nel settembre del 2007 gli venne diagnosticato un cancro al colon e, dopo varie cure, nove mesi dopo venne informato che il tumore era ormai in remissione. Nel novembre 2008 gli venne conferita la cittadinanza onoraria di Gateshead. Nel gennaio 2014 gli venne diagnosticato un nuovo tumore, questa volta all'esofago.

## Palmarès

### Giocatore

#### Competizioni nazionali
- Campionato inglese di seconda divisione: 1

Newcastle: 1964-1965

#### Competizioni internazionali
- Coppa delle Fiere: 1

Newcastle: 1968-1969
- Coppa Anglo-Italiana: 1

Newcastle: 1973